# 유정 (1999년 드라마)
《유정》(有情)은 1999년 5월 8일부터 1999년 11월 14일까지 방영된 KBS 2TV 주말 드라마이다.

## 줄거리
김선영은 남편을 일찍 떠나 보내고 혼자서 자녀들을 키우느라 택시 운전기사로 일하며 어렵게 살고 있다. 어느 날 우연한 기회에 알게 된 할머니의 소개로 기업체 사장 장동욱의 운전 기사로 취직을 하게 된다. 이 취업을 알선 관련 요구한 할머니는 동욱의 어머니였고, 아내와 친구를 잃은 몇 년 전 교통사고의 기억 때문에 대중교통만 이용하던 아들에게 여자 기사가 도움이 될 것 같아 선영을 소개시켜 준 것이다. 두 사람은 차츰 신분의 차이를 넘어 서로에게 사랑을 느끼게 된다.

## 등장 인물

### 주요 인물
- 노주현 : 호텔 기업체 대표이사 사장 장동욱 역
- 이휘향 : 김선영 역
- 김찬우 : 성형외과 의사 강현우 역
- 박진희 : 한수진 역
- 김윤진 : 장동욱의 딸 장희주 역
- 최지우 : 은지수 역
- 류진 : 한수진의 오빠 한재혁 역

### 주변 인물
- 강부자 : 박옥남 역
- 성동일 : 안윤기 역
- 김지영 : 양미리 역
- 장용 : 현우의 아버지 아파트 경비 강세호 역
- 김창숙 : 현우의 어머니 최미자 역
- 정준 : 현우의 동생 강현도 역
- 송윤아 : 현우의 옛 애인 선옥선 역 ... (중도하차)
- 배도환 : 현우의 동료 의사 배몽균 역
- 최철호 : 현우의 동료 의사 김정민 역
- 최재원 : 현우의 동료 의사 이주탁 역
- 김복희 : 서울 계시는 이주탁의 고모 이부남 역 ... (중도투입 및 중도하차)
- 전운 : 서울 계시는 이주탁의 고모부 전수남 역 ... (중도투입 및 중도하차)
- 이기철 : 서울 계시는 이주탁의 고종사촌 형 전응철 역 ... (중도투입 및 중도하차)
- 이한나 : 호텔 여자 총지배인 박명해 역
- 류용진 : 호텔 웨이터 유재수 역
- 김용선 : 호텔키퍼 복승혜 역

### 그 외 인물
- 최주봉 : 세호가 일하는 아파트 전기 전임 관리소장 최두락 역 ... (중도하차)
- 이성용 : 세호가 일하는 아파트 관리소 부소장 겸 소장 직무대리 이성철 역
- 김형일 : 세호가 일하는 아파트 중기 전임 관리소장 주대춘 역 ... (중도투입 및 중도하차)
- 장항선 : 세호가 일하는 아파트 중기 후임 관리소장 장덕팔 역 ... (중도투입 및 중도하차)
- 김하균 : 세호가 일하는 아파트 후기 후임 관리소장 김태목 역 ... (중도투입)
- 김원배 : 세호의 동료 아파트 경비 문춘택 역
- 이규준 : 세호의 옛 후배 아파트 견습경비 출신 홍순초등학교 수위 지봉섭 역 ... (중도하차)
- 권혁호 : 세호의 옛 동료 아파트 경비 출신 도암중학교 수위 홍평옥 역 ... (중도하차)
- 김을동 : 선옥선의 옛 하숙집 주인 김옥초 역 ... (중도하차)
- 명로진 : 선옥선의 옛 하숙집 옛 동료 하숙생 한을구 법무사 역 ... (중도하차)
- 이병철 : 호텔 제1지배인 장병태 역
- 정동남 : 호텔 제2지배인 정동남 역
- 이원발 : 호텔 커피숍 점장 이동익 역
- 김동수 : 호텔 경비실장 김동진 역 ... (중도하차)
- 방형주 : 호텔 경비실 차장 방순두 역 ... (중도하차)
- 김건호 : 현우가 일하는 종합병원의 경비실장 김상필 역 ... (중도하차)
- 황윤걸 : 현우가 일하는 종합병원의 경비실 차장 황언남 역 ... (중도하차)
- 윤승원 : 현우가 일하는 종합병원의 성형외과 과장 윤청옥 역
- 이일웅 : 경상북도 봉화에서 온 배몽균의 작은할아버지 배술봉 역 ... (중도투입 및 중도하차)
- 최병학 : 경상북도 봉화에서 온 배몽균의 작은아버지 배필경 역 ... (중도투입 및 중도하차)
- 고두옥 : 경상북도 봉화에서 온 배몽균의 사촌 남동생 배순혁 역 ... (중도투입 및 중도하차)
- 김성희 : 인천에서 온 김정민의 여동생 김은영 역 ... (중도투입 및 중도하차)
- 김서형 : 인천에서 온 김정민의 사촌 여동생 김상진 역 ... (중도투입 및 중도하차)
- 박재훈 : 인천에서 온 김정민의 사촌 남동생 김준창 역 ... (중도투입 및 중도하차)
- 박현숙 : 전라북도 군산에서 온 이주탁의 누나 이주영 역 ... (중도투입 및 중도하차)
- 이정훈 : 전라북도 군산에서 온 이주탁의 자형 조상교 역 ... (중도투입 및 중도하차)
- 이주나 : 전라북도 군산에서 온 이주탁의 여동생 이주나 역 ... (중도투입 및 중도하차)
- 신소민 : 전라북도 군산에서 온 이주탁의 여동생 이소영 역 ... (중도투입 및 중도하차)
- 최석구 : 현우가 일하는 종합병원의 제1사무장 손진국 역
- 권오현 : 현우가 일하는 종합병원의 제2사무장 인종섭 역
- 권오성 : 현우가 일하는 종합병원의 제3사무장 서선준 역
- 이대로 : 현우가 일하는 종합병원의 원장 이태문 교수(의학박사 및 일반외과 전문의) 역
- 신귀식 : 현우가 일하는 종합병원의 제1부원장 신용술 교수(의학박사 및 흉부외과 전문의) 역
- 현석 : 현우가 일하는 종합병원의 제2부원장 현석진 교수(의학박사 및 정형외과 전문의) 역
- 최유란 : 현도의 대학 여자 동기 김월계 역(후일 1학년 1학기 수료 및 휴학) ... (중도하차)
- 송은영 : 현도의 대학 여자 동기 신원혜 역(후일 1학년 1학기 수료 및 휴학) ... (중도하차)
- 이규한 : 현도의 대학 남자 동기 이철주 역(후일 1학년 1학기 수료 및 휴학) ... (중도하차)
- 김일우 : 현도의 대학교 1학년 1학기 지도교수 박병권 교수 역 ... (중도하차)
- 김일우 : 현도의 대학교 1학년 2학기 지도교수 민병권 교수 역 ... (중도투입 및 중도하차)
- 김희정 : 현우가 일하는 종합병원 일반외과 여의사 박지원 역
- 김정식 : 현우가 일하는 종합병원에서 맹장 수술을 받은 박재순 요셉 인천 천주교 사제 역 ... (중도하차)
- 경인선 : 현우가 일하는 종합병원의 전임 간호과장 봉두리 간호사 역 ... (중도하차)
- 이숙 : 현우가 일하는 종합병원의 후임 간호과장 남궁봉숙 간호사 역 ... (중도투입)
- 이항나 : 현우가 일하는 종합병원의 이여라 간호사 역 ... (중도하차)
- 신소미 : 현우가 일하는 종합병원의 신소미 간호사 역 ... (중도하차)
- 신주리 : 현우가 일하는 종합병원의 원주환 간호사 역
- 염정연 : 현우가 일하는 종합병원의 진갑순 간호사 역 ... (중도투입)
- 박준희 : 현우가 일하는 종합병원의 박준희 간호사 역 ... (중도투입)
- 조하나 : 현우가 일하는 종합병원의 조하나 간호사 역

## 수상
- 1999년 KBS 연기대상 여자 최우수상 이휘향.

## 참고 사항
- 당초 <사랑을 찾아서>라는 가제가 거론되었는데, 《순수》의 집필자 홍영희가 극본을 맡았고[1] 김희선(한수진), 이영애(장희주), 최지우(은지수), 김지영(양미리), 이병헌(한재혁) 등이 주요 출연진으로 거론됐으며 이응진/한준서가 공동 연출을 맡을 예정이었다.
- 그러나 홍영희 작가가 집필을 거부하는 바람에 담당 연출자였던 KBS 드라마본부의 한준서 PD도 연출을 거부했고, 결국 이 과정에서 김희선, 이영애, 이병헌도 출연을 포기했다. 이에 《살다보면》을 83회부터 최종회(116회)까지 공동 집필해 온 호영옥이 메인 작가로 발탁되고, 박진희와 김남주가 한수진, 장희주 역으로 각각 들어가는 듯 싶었으나 김남주는 SBS와의 출연계약 문제[2]로 출연이 불발되었다.
- 결국 김윤진이 장희주 역에 캐스팅되고, 박수동·이재상 공동 연출로 변경되었다.
- 극중 박옥남과 강현도 역을 맡았던 강부자와 정준은 《목욕탕집 남자들》이후 4년만에 재회하였다.